# Graeme English
Graeme English (ur. 25 września 1964 w Kilsyth, North Lanarkshire, zm. 18 lutego 2021) – brytyjski zapaśnik walczący w stylu wolnym. Olimpijczyk z Seulu 1988, gdzie odpadł w eliminacjach w kategorii 90 kg.
Zajął siedemnaste miejsce na mistrzostwach świata w 1991 a dziesiąte miejsce na mistrzostwach Europy w 1988. Brązowy medalista Igrzysk Wspólnoty Narodów w 1986 i 1994. Drugi na mistrzostwach Wspólnoty Narodów w 1993, a trzeci w 1987, gdzie reprezentował Szkocję.
Dziewięciokrotny mistrz kraju w latach 1986-1988, 1990, 1992 i 1994 (90 kg); 1989 i 1993 (97 kg) i 2000 (120 kg).
- Turniej w Seulu 1988

Pokonał Tapha Guèye z Senegalu i Samba Adama z Mauretanii, a przegrał z Gáborem Tóthem z Węgier i Amerykaninem Jimem Scherrem.